# 坎墩街道
坎墩街道，是中华人民共和国浙江省宁波市慈溪市下辖的一个乡镇级行政单位，辖区面积28.82平方公里，一说坎塘边筑一数丈高烽墩以示警故名坎墩，另一种说法称坎墩旧时濒海，有海堤称为坎，堤内侧有隆起之石称为墩，故称坎墩:78。

## 历史
宋至元、明、清属余姚县梅川乡、云柯乡，宣统元年（1909年）属保德乡、沐仁乡，民国十七年（1928年）属六区，民国十九年（1930年）设坎西镇、坎东镇和沐仁乡、德顺乡、德庆乡部分，民国二十九年（1940年）改为坎墩镇和宗汉乡、永凝乡部分，属浒山区，1950年4月改为坎西镇、坎东镇、直塘乡和福寿乡部分，1954年10月划归慈溪县，1956年2月坎西镇、坎东镇合并为坎墩镇，1957年11月直塘乡并入坎墩镇，1958年10月改为红旗人民公社十大队、十一大队、十二大队、十三大队、十四大队、十五大队，1959年2月改为浒山人民公社六灶管理区、二灶管理区、坎东管理区、幸福管理区、坎西管理区、直塘管理区，1961年11月改为坎东公社、幸福公社、直塘公社，属浒山区，1966年12月幸福公社、直塘公社合并为坎西镇公社，东界大队、西界大队、红旗（百花庵根）大队划入浒山镇，1969年3月浒山区、逍林区合并为浒逍地区，1971年1月撤销浒逍地区，恢复浒山区，1983年9月公社改为乡，1984年6月坎西乡改为坎墩镇，1992年5月撤销浒山区，坎东乡并入坎墩镇，2001年9月撤镇设立坎墩街道，2007年11月新潮塘村划入浒山街道:78、580。

## 行政区划
坎墩街道下辖以下地区：
坎墩街社区、清水湾社区、二灶市村、三群村、三四灶村、五塘新村、四塘南村、孙方村、坎东村、坎中村、坎西村、沈五村和直塘村。